# Pandanus livingstonianus
Pandanus livingstonianus är en enhjärtbladig växtart som beskrevs av Alfred Barton Rendle. Pandanus livingstonianus ingår i släktet Pandanus och familjen Pandanaceae. IUCN kategoriserar arten globalt som sårbar. Inga underarter finns listade.